# Aristaria chaerilus
Aristaria chaerilus är en fjärilsart som beskrevs av William Schaus 1913. Aristaria chaerilus ingår i släktet Aristaria och familjen nattflyn. Inga underarter finns listade i Catalogue of Life.